# LSV Olmütz
Luftwaffen-Sportverein Olmütz (kortweg: LSV Olmütz) was een Nazi-Duitse militaire voetbalclub spelend de stad Tsjechische Olomouc, dat in die tijd in het Protectoraat Bohemen en Moravië gelegen was. De club viel onder de Luftwaffe. Het grootste succes behaalde de club in het seizoen de 1941/42. In dat seizoen wist Olmütz eerst de Gauliga Sudetenland-Ost te winnen, waarna het ook de Gauliga Sudetenland won. In de voorronde van het Duitse kampioenschap verloor de club van First Vienna FC, de latere verliezend finalist. LSV Olmütz moet niet verward worden met MSV Olmütz, een Nazi-Duitse militaire voetbalclub van de Wehrmacht spelend in dezelfde stad. De clubkleuren waren rood-wit.

## Erelijst
- Kampioen Gauliga 1941/42